# Не беспокоить
«Не беспокоить» (англ. Do Not Disturb, также встречается перевод «Просьба не беспокоить») — британский комедийный телевизионный фильм 2016 года, написанный Эшли Дитта, с Кэтрин Тейт и Майлзом Джаппом в главных ролях. Его премьера состоялась на телеканале Gold 27 января 2016 года и была приурочена к 400-летней годовщине со дня смерти великого английского поэта и драматурга Уильяма Шекспира.

## Сюжет
В комедии рассказывается о живущих порознь супругах Анне (Кэтрин Тейт) и Джоне (Майлз Джапп), которые неожиданно для самих себя пытаются наладить свой брак в стенах небольшого отеля в шекспировском городке Стратфорд-на-Эйвоне. В самом начале 45-минутного телефильма Анна заселяется в номер для новобрачных и сразу после прибытия своего супруга Джона обнаруживает в ванной полуголого юношу, приходящего в себя после бурного мальчишника. И дальнейшие события либо скрепят брак главных героев, либо разобьют его вдребезги. Анне придётся придумать, что делать с молодым человеком в ванной, как построить незадачливых работников отеля и не вызвать подозрений у и без того мнительного мужа.